# Mike Smet
Mike Smet (6 maart 1991) is een Belgische voetballer. Zijn huidige club is KSK Beveren.
Op zondag 9 maart 2025 werd bekend dat Mike voor het seizoen 2025-26 de overstap maakte van KSK Heist naar traditieclub KSK Beveren. 